# مطار تاكورادي
مطار تاكورادي هو مطار يخدم مدينة سيكوندي تاكورادي في غانا.